# Los Blázquez
Los Blázquez – gmina w Hiszpanii, w prowincji Kordoba, w Andaluzji, o powierzchni 102,74 km². W 2011 roku gmina liczyła 727 mieszkańców.